# Le Cannet-des-Maures
Le Cannet-des-Maures è un comune francese di 4 094 abitanti situato nel dipartimento del Var della regione della Provenza-Alpi-Costa Azzurra.

## Storia
Il 15 giugno 1940, cinque giorni dopo l'ingresso dell'Italia nella seconda guerra mondiale, l'aeroporto fu attaccato da 25 Fiat C.R.42 che colpirono al suolo circa venti aerei francesi, alcuni dei quali risultarono distrutti.

## Società

### Evoluzione demografica
Abitanti censiti